# 金沢東インターチェンジ
金沢東インターチェンジ（かなざわひがしインターチェンジ）は、石川県金沢市千木町（せぎまち）ならびに同市宮保町にある北陸自動車道のインターチェンジである。
隣の金沢西IC同様に上り方面と下り方面で料金所が2か所に分散している。

## 歴史
- 1974年（昭和49年）10月29日 - 北陸自動車道の当IC - 砺波IC間の開通に伴い[6][7]、供用開始（当初は富山方面のみのハーフインターチェンジでの運用）[1][2][8]。
- 1976年（昭和51年）9月 - フルインターチェンジ化の工事に着手[9]。
- 1978年（昭和53年）10月12日 - 金沢東IC - 金沢西IC間開通[1][3][7]。福井方面の出入口開設に伴いフルインターチェンジ化。

## 道路
- E8 北陸自動車道（17番）
- 接続する道路：国道8号（金沢バイパス）[5]

## 料金所
- ブース数：12

### 第一料金所（富山方面）
- 所在地：金沢市千木町
- ブース数：8

#### 入口
- ブース数：3
  - ETC専用：1
  - ETC/一般 : 1
  - 一般：1

#### 出口
- ブース数：5
  - ETC専用：2
  - 一般：3

### 第二料金所（福井方面）

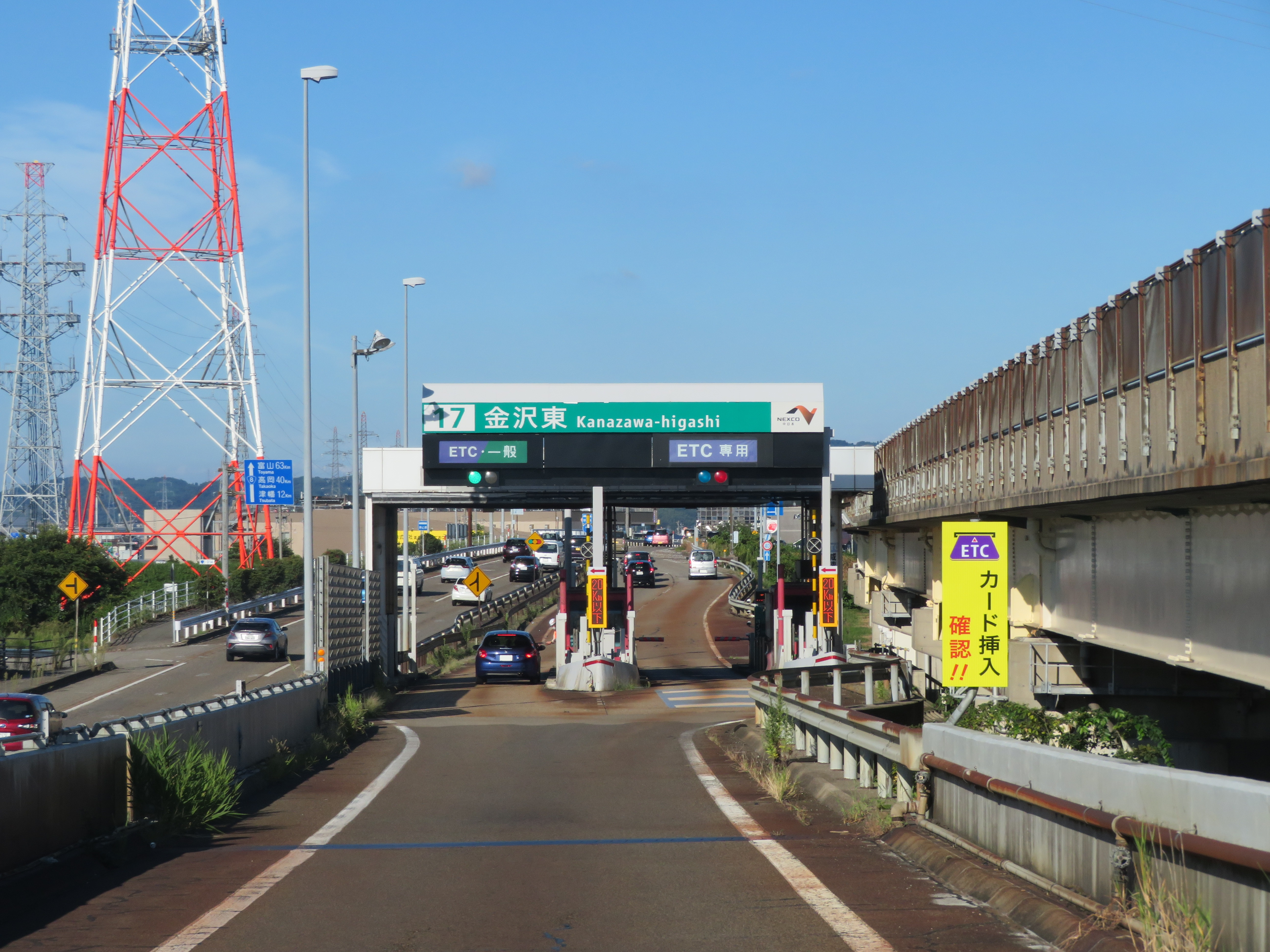
第二料金所（出口）付近

- 所在地：金沢市宮保町
- ブース数：4

#### 入口
- ブース数：2
  - ETC専用：1
  - 一般：1

#### 出口
- ブース数：2
  - ETC専用：1
  - 一般：1

## 周辺
- IRいしかわ鉄道IRいしかわ鉄道線 東金沢駅

## 隣
E8 北陸自動車道
(16)金沢西IC - (17)金沢東IC - (17-1)金沢森本IC